# Pseudochelonarium kalimantanense
Pseudochelonarium kalimantanense là một loài bọ cánh cứng trong họ Chelonariidae. Loài này được Paviour-Smith miêu tả khoa học đầu tiên năm 1969.